# 통영 당포성
통영 당포성(統營 唐浦城)은 대한민국 경상남도 통영시 산양읍 삼덕리의 야산 정상부와 구릉의 경사면을 이용하여 돌로 쌓은 산성 터이다. 1983년 8월 6일 경상남도의 기념물 제63호 당포성지로 지정되었다가, 2018년 12월 20일 현재의 명칭으로 변경되었다.

## 개요
경상남도 통영시 산양읍 삼덕리의 야산 정상부와 구릉의 경사면을 이용하여 돌로 쌓은 산성이다.
이 성은 고려 공민왕 23년(1374) 왜구의 침략을 막기 위해, 최영 장군이 병사와 많은 백성을 이끌고 성을 쌓고 왜구를 물리친 곳이라 전한다. 선조 25년(1592) 임진왜란 때 왜구들에 의해 당포성이 점령당하였으나 이순신 장군에 의해 다시 탈환되었는데, 이것이 당포승첩이다.
성은 2중 기단을 형성하고 있는 고려·조선시대 전형적인 석축진성(국경·해안지대 등 국방상 중요한 곳에 대부분 돌을 쌓아 만든 성)이다. 남·북쪽으로 정문터를 두고 사방에는 대포를 쏠 수 있도록 성벽을 돌출 시켰다.
지금 남아 있는 석축의 길이는 752m, 최고높이 2.7m, 폭 4.5m이다. 동·서·북쪽에는 망을 보기 위하여 높이 지은 망루터가 남아있으며, 문터에는 성문을 보호하기 위하여 성문 밖으로 쌓은 작은 옹성이 잘 보존되어 있다.

## 참고 문헌
- 통영 당포성 - 국가유산청 국가유산포털